# Štír olivový
Štír olivový (Uroplectes olivaceus) je až 6 cm dlouhý štír. Má černé zbarvení a extrémně tenká klepeta a silný ocásek. Nepatří mezi agresivní štíry, ale v ohrožení se ihned brání. U tohoto druhu je hlášeno velké množství bodnutí. Bodnutí je velice bolestivé a jeho účinky trvají až 4 hodiny. Jinak není nebezpečné. Tento štír je jedním z mnoha nalézaných v oblečení a botách. Lze jej nalézt pod kameny a kůrou stromů. Velice rychle běhá. Samci jsou štíhlejší a menší než samice. Počet mláďat je od 12 do 38.